# Desaparecidos (banda)
Desaparecidos es una banda estadounidense de punk formada en Omaha, Nebraska, en 2001. Debutó en un concierto benéfico el 21 de abril del mismo año. Fue asimismo un proyecto liderado por Conor Oberst, cantante y guitarrista de Bright Eyes, quien decidió suspenderlo indefinidamente en 2002, en vista del crecimiento en popularidad de sus otros proyectos. Las letras de la banda estaban orientadas hacia la sociopolítica de Estados Unidos, en aspectos tales como el capitalismo, el consumismo y el materialismo. Es así como el nombre de la banda es una referencia a las personas que fueron detenidas por los regímenes militares de diversas naciones sudamericanas, y que desaparecieron sin dejar rastros de su paradero. Por su parte sus composiciones musicales presentaban voces frenéticas, batería pesada, y poderosos acordes. Luego de la disolución de la banda en el año 2002 sus miembros se dedicaron a diferentes proyectos musicales. En julio del 2014 Conor Oberst anunció en una entrevista que Desaparecidos tenía planes de reunirse y lanzar un álbum en algún momento del 2015. El 27 de enero de 2015, la banda anunció a través de su cuenta de Twitter, que Desaparecidos había firmado con la disquera Epitaph Records

## Integrantes
- Conor Oberst - voz, guitarra
- Landon Hedges - bajo
- Matt Baum - batería
- Denver Dalley - guitarra
- Ian McElroy - teclados

## Discografía

### Álbumes y EP
| #  | Título                      | Formato musical | Primer lanzamiento | Sello discográfico   |
| -- | --------------------------- | --------------- | ------------------ | -------------------- |
| 1. | The Happiest Place on Earth | EP              | 2001               | Saddle Creek Records |
| 2. | What's New For Fall         | EP              | 2001               | Wichita Recordings   |
| 3. | Read Music/Speak Spanish    | Estudio         | 2002               | Saddle Creek Records |
| 4. | Payolla                     | Estudio         | 2016               | Saddle Creek Records |

### Sencillos
- MariKKKopa / Backsell (2012)
- Anonymous / The Left is Right (2013)
- Te Amo Camila Vallejo / The Underground Man (2013)